# 彭祖

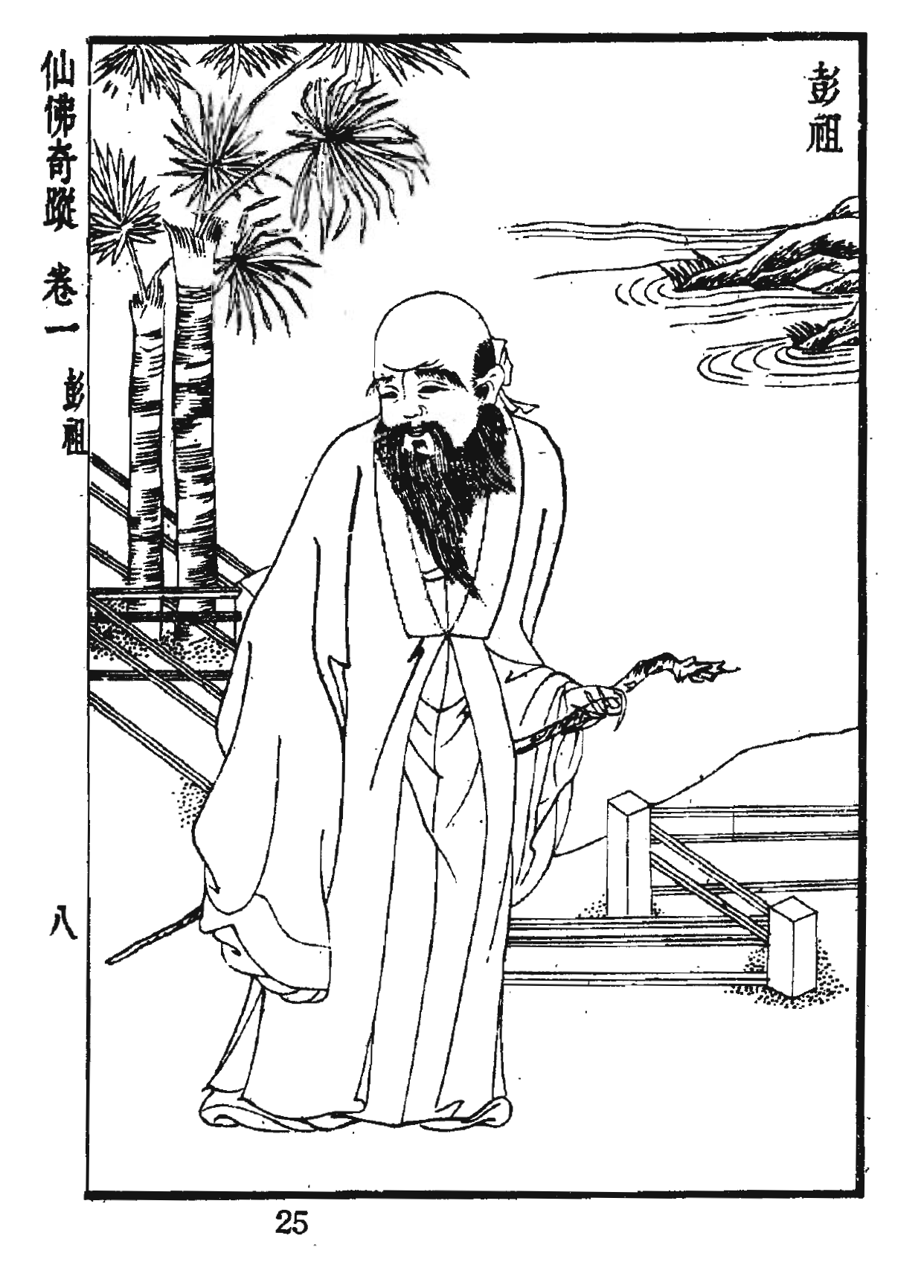
彭祖

彭祖 （前1237年或前1214年—前1100年），彭姓，名篯，一作翦，又名铿，或稱篯铿。中國神話中的長壽仙人，傳說中是南極仙翁的轉世化身。

## 簡介

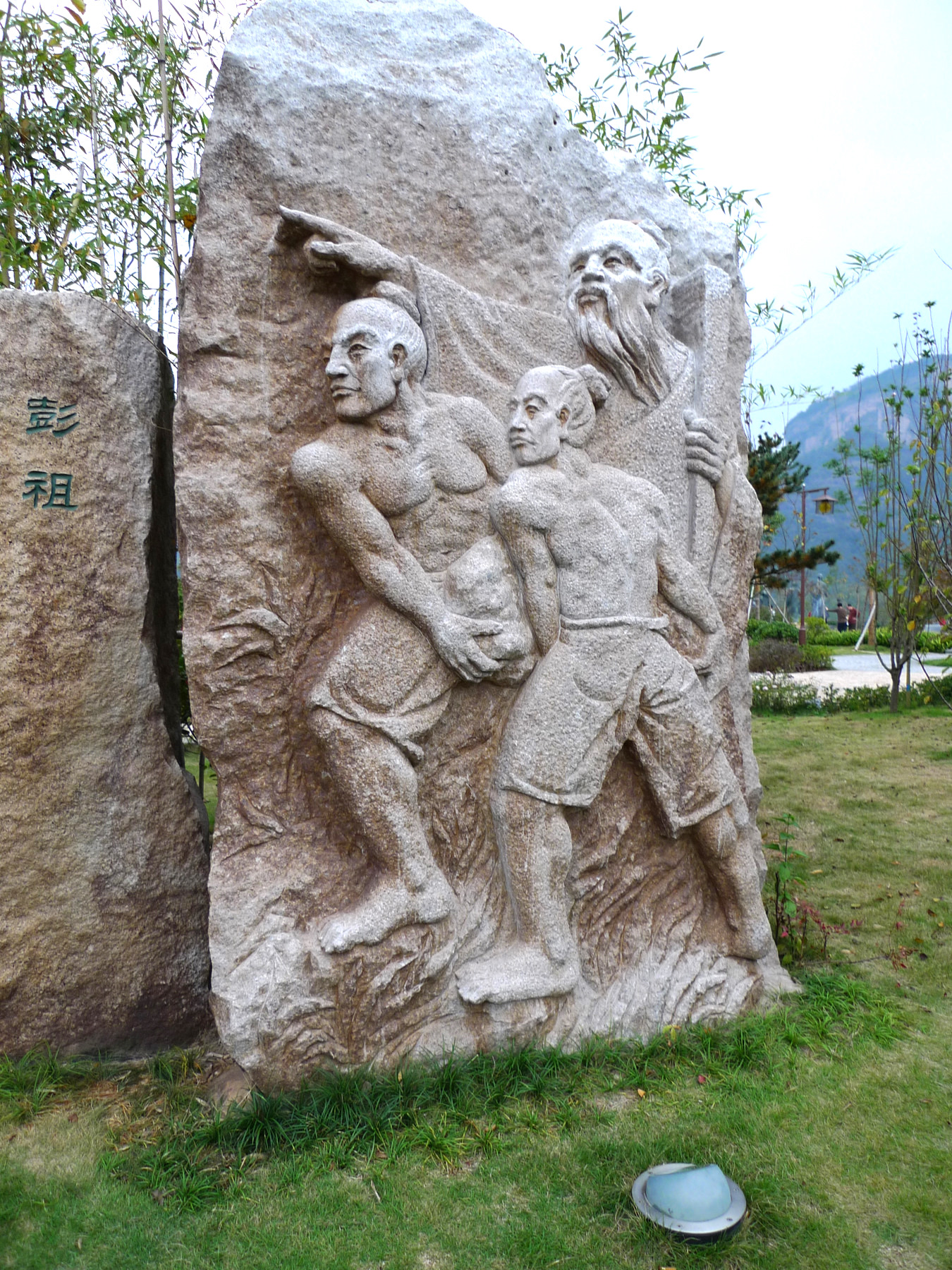
武夷山茶博园彭祖雕像

彭祖，顓頊的玄孫，父親陸終是吳回的長子，母親是鬼方首領之妹女嬇，因擅長以野雞烹飪雞湯，受帝堯的賞識，受封於大彭，是為大彭氏國（今江蘇徐州），又稱彭鏗，传说中是彭姓的祖先。自堯帝起，歷夏、商朝，商代時為守藏史，官拜賢大夫，周代時擔任柱下史；娶妻四十九，生子五十四。传说活了八百年，是一位长寿之神。晉葛洪《神仙傳》形容他：“殷末已七百六十七歲，而不衰老。少好恬靜，不恤世務，不營名譽，不飾車服，唯以養生活身為事。”他的养生之道被后人整理成为《彭祖養性經》、《彭祖攝生養性論》传世。
彭祖在历史上影响很大。孔子对他推崇备至；庄子、荀子、吕不韦等先秦思想家都有关于彭祖的言论；《史记》等史书也有关于他的记载；道家更把彭祖奉为先驱和奠基人之一，许多道家典籍保存着彭祖养生遗论。晋代医学家葛洪撰写的《神仙传》中还特别为彭祖立传，當時的君王派人向他求道，他只說：“吾遗腹而生，三岁而失母，遭犬戎之乱，流离西域，百有余年。加以少枯，失四十九妻，丧五十四子，数遭忧患，和气折伤，荣卫焦枯，恐不度世。所闻浅薄，不足宣传。”晚年定居犍為郡武謀（今四川彭山東），病故後葬於此，碑撰“商大賢墓”，今四川彭山縣東不遠處有彭祖祠。一說錢鏐曾修建過彭祖墓、彭祖廟等。葛洪在《抱朴子》一书认为八百岁是彭祖出走时的年龄，得道成仙。又《释滞篇》里说彭祖为大夫八百年，然后西适流沙。
先秦时期，彭祖在人们心中是一位仙人。到了西汉，刘向《列仙传》把彭祖列入仙界，并称为列仙，彭祖逐渐成为神话中的人物。
唐朝人杨炯有《庭菊赋》：“降文皇之命，修彭祖之术，保性和神，此焉终吉。”《太平廣記》寫他：“遗腹而生，三岁而失母，遇犬戎之乱，流离西域，百有余年。加以少枯，丧四十九妻，失五十四子，数遭忧患，和气折伤。”彭祖的養生法，大致上是每天走很遠的路，有時避穀，有時暴食，“传言千岁，色如童子，步行日过五百里，能终岁不食，亦能一日九食”。

## 壽命之考據

### 「彭祖」非指一人說
據《史記·楚世家》載：「彭祖氏，殷之時嘗為侯伯，殷之末世滅彭祖氏。」由於「氏」在上古多用作宗族的稱號，因此可推測「彭祖」實際上是以其命名的一氏族。《史記》並記載了個彭姓氏族被封國於大彭等地。另一種說法，所谓彭祖年长八百是指大彭氏国存在的年限，清人孔廣森在注《列子·力命篇》之“彭祖之智不出堯舜之上而壽八百”一句時，即發揮說：“彭祖者，彭姓之祖也。彭姓諸國：大彭、豕韋、諸稽。大彭歷事虞夏，於商為伯，武丁之世滅之，故曰彭祖八百歲，謂彭國八百年而亡，非實籛不死也。”就明確說明了這種情況。

### 一勝七說
道教有一種「一勝七」說，認為有德之仙人，其一日之功，相當於凡夫俗子修行七日，所以彭祖活了八百歲，事實上是他從六、七歲開始，日日行善作功德，行善之功相當於常人的800年，真正的彭祖大概只有115歲左右的壽命。

### 小花甲說
有一種說法認為，野史記載的840歲，其實是按“小花甲”的方法来記歲，小花甲計歲法源於「六十太歲」，就是六十個太歲各值日一次的意思，也就是說「六十日為一歲」，這裏的「歲」，相當於六十天，並非現代意義上的一年。所以，彭祖大約是活了137年。

## 紀念
- 彭祖故里：江蘇省徐州市銅山縣大彭鎮大彭村徐州（古稱彭城） 有彭祖廟(東漢)、彭祖井、彭祖墓等景點
- 臨清彭祖墓：山東省聊城市臨清市八岔路鎮潘彭店村
- 鄢陵彭祖墓：河南省許昌市鄢陵縣彭店鎮彭北村 彭祖石雕像一尊、彭祖墓及彭祖井
- 黎城彭祖墓：山西省長治市黎城縣西井鎮彭庄村
- 沁縣彭祖墓：山西省長治市沁縣南里鄉石火村
- 宜君彭祖墓：陝西省銅川市宜君縣彭鎮彭村
- 真寧彭祖墓：甘肅省慶陽市正寧縣子午嶺
- 孝豐彭祖墓：浙江省湖州市安吉縣孝豐鎮
- 臨安彭祖墓：浙江省杭州市臨安市錦城鎮八百里
- 進賢彭祖墓：江西省南昌市進賢縣七都百家嶺
- 蘄春彭祖墓：湖北省黃岡市蘄春縣漕河鎮彭祖村彭祖灣
- 彭山彭祖故里：四川省眉山市彭山區江口街道彭祖山 彭祖墓、彭祖祠、彭祖林 仙女山
- 武夷山彭祖墓：福建省南平市武夷山市五夫鎮(興田鎮)劉坊村

## 影視
- 2015年中國電影《彭祖之不老神泉》：谢先笙飾彭祖